# Giorgio Magliulo
Giorgio Magliulo (* 12. Dezember 1958 in Neapel) ist ein italienischer Filmproduzent und -regisseur.

## Leben
Nach dem DAMS-Studium und Diplom in Bologna arbeitete Magliulo für die RAI in seiner Heimatstadt. Gemeinsam mit Antonietta De Lillo gründete er 1985 die „Angio Film“ und drehte nach eigenem Buch und in eigener Fotografie 1986 und 1989 zwei Filme und wandte sich dann – mit der Ausnahme eines Fernsehfilmes – ausschließlich der Produktion für Kinowerke zu, bei denen er junge Regisseure förderte, oft mit Mario Martone zusammenarbeitete und bis heute knapp vierzig Filme ermöglichte.

## Filmografie (Auswahl)
- 1986: Una casa in bilico (Ko-Regie, Drehbuch, Kamera)
- 1989: Matilda (Matilda) (Ko-Regie, Drehbuch, Kamera)
- 1999: Autunno
- 2006: Schwimmen mochte ich noch nie (Anche libero va bene)
- 2010: Willkommen im Süden (Benvenuti al Sud)
- 2010: Die Fahne der Freiheit (Noi credevamo)
- 2010: Passione (Passione!)